# Reserva nacional Laguna Torca
La reserva nacional Laguna Torca  es una reserva natural en la comuna de Vichuquén, VII Región, Chile.  La reserva fue creada en 1985, comprende 604 hectáreas y está ubicada en el lago Torca.
Una parte de la reserva fue declarada santuario de la naturaleza de Chile por decreto 680 de 1975 bajo el nombre santuario de la naturaleza de la laguna Torca.
La reserva se destaca por sus paisajes, y la gran variedad de especies de flora y fauna que habitan en la misma.
Su nombre lo toma del lago Torca, inscrito en la reserva.

## Flora
La flora comprende diversas especies. En la ribera de la laguna se encuentra la totora (Scirpus californicus) y la espadaña (Typha angustifolia), las especies acuáticas incluyen lengua de gato (Potamogetum lucens) y el pelo de marismas (Ruppia maritima). 
En la zona del bosque Llico hay gran variedad de especies arbóreas exóticas, inclutendo pino insigne, pino marítimo, aromo del país (Acacia dealbata) y eucaliptos.

## Fauna

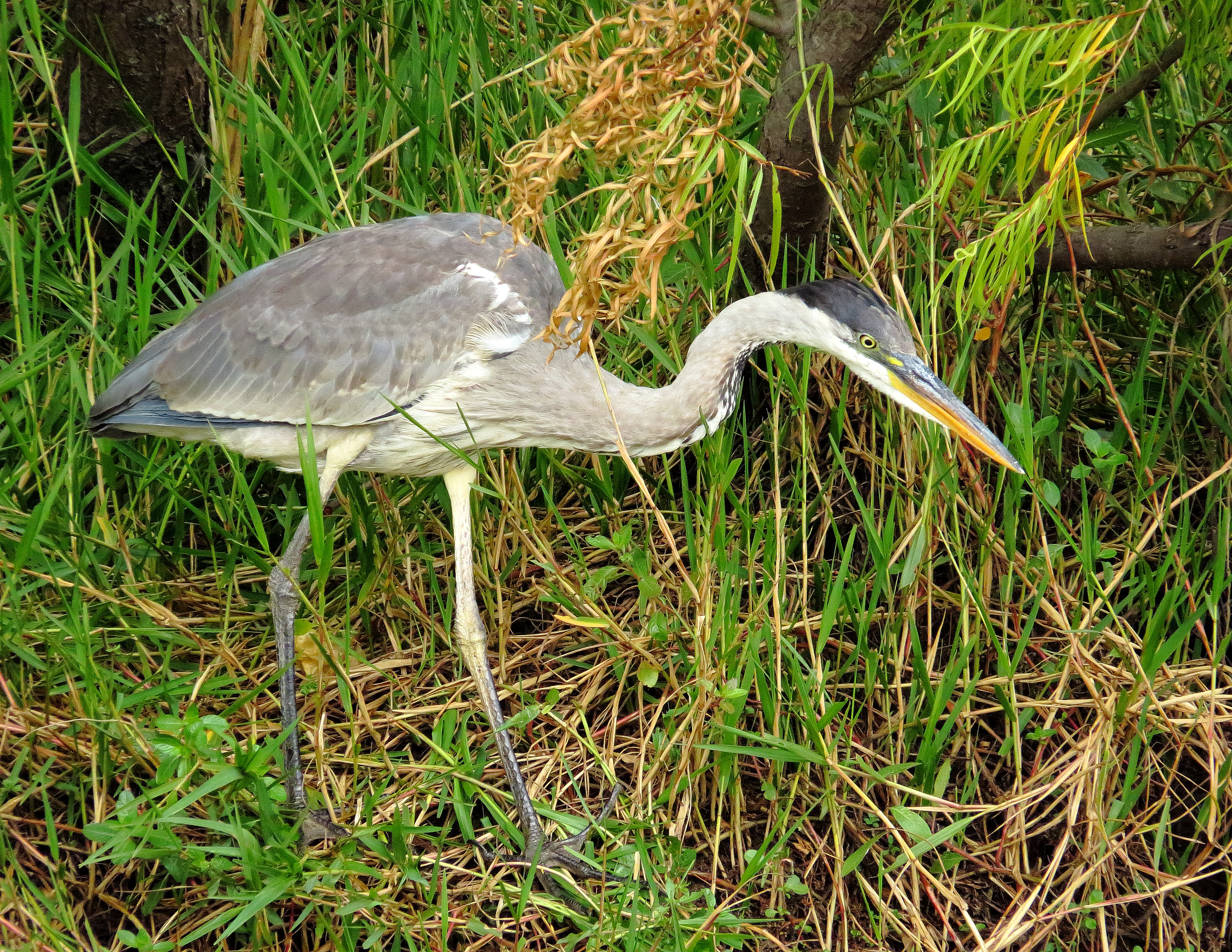
Ejemplar de garza cuca, especie que merodea en las riberas de la Laguna Torca.

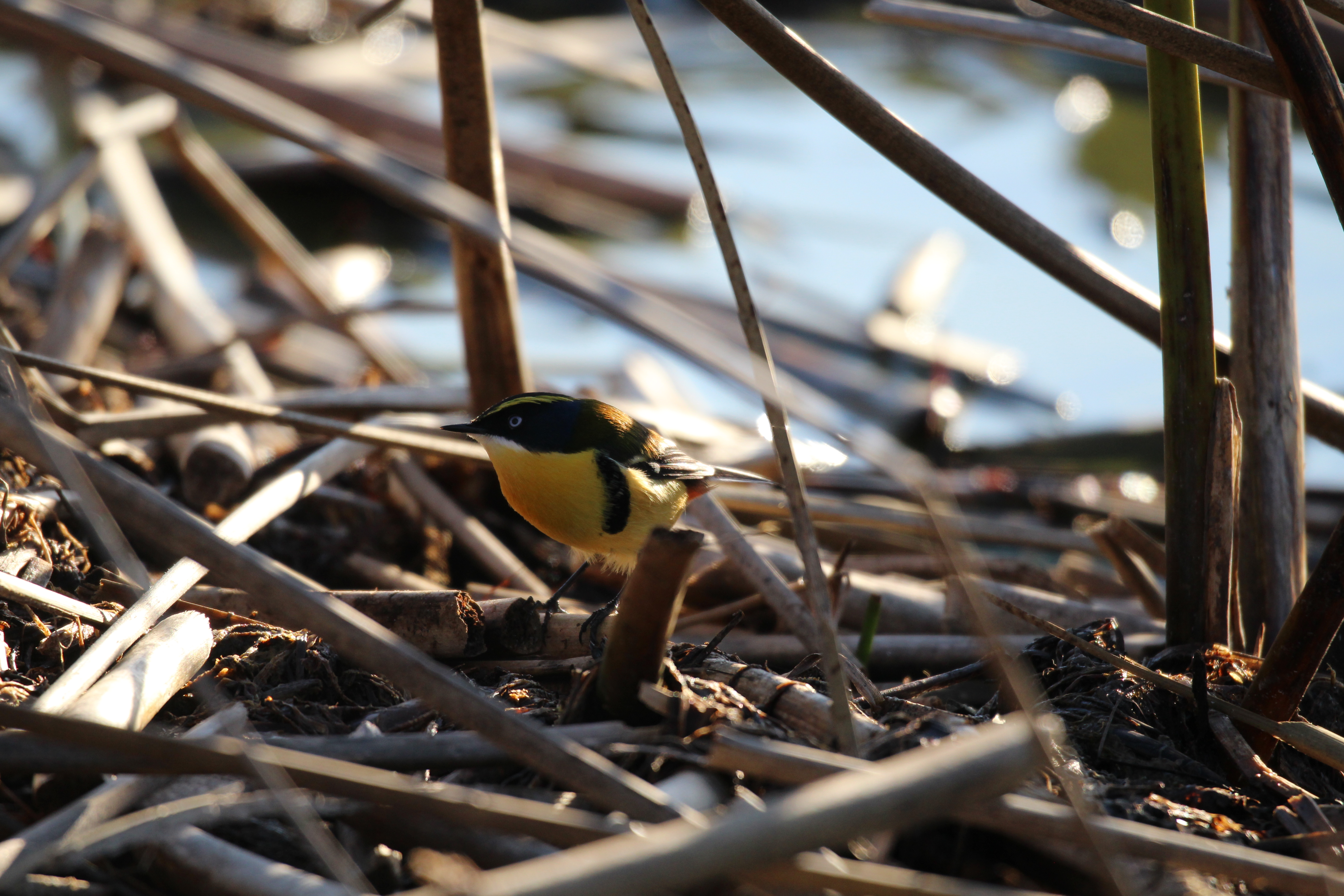
Siete colores en la Reserva Nacional Laguna Torca.

Entre las especies que habitan la reserva se destacan 106 especies de aves muchas de las cuales se concentran en el ecosistema en torno a la Laguna. Cabe mencionar al cuervo del pantano, el cisne coscoroba, el cisne de cuello negro, el águila pescadora, el quique, zorro culpeo, la garza cuca y la gaviota garuma.

## Visitantes
Esta reserva recibe una gran cantidad de visitantes chilenos y extranjeros cada año.
| Año         | 2012   | 2013   | 2014   | 2015   | 2016   | 2017   | 2018   | 2019   | 2020  | 2021  | 2022  | 2023  | 2024  |
| ----------- | ------ | ------ | ------ | ------ | ------ | ------ | ------ | ------ | ----- | ----- | ----- | ----- | ----- |
| chilenos    | 10.847 | 13.213 | 11.418 | 10.337 | 13.079 | 10.046 | 15.125 | 15.189 | 4.610 | 2.449 | 6.028 | 8.272 | 8.528 |
| extranjeros | 100    | 78     | 186    | 160    | 156    | 130    | 223    | 0      | 0     | 0     | 109   | 185   | 104   |
| Total       | 10.947 | 13.291 | 11.604 | 10.497 | 13.235 | 10.176 | 15.348 | 15.189 | 4.610 | 2.449 | 6.137 | 8.457 | 8.632 |